# 坚蜥属
堅蜥（屬名：Aetosaurus）又名恩吐龍，是種已滅絕主龍類，屬於堅蜥目，其化石發現於南非。

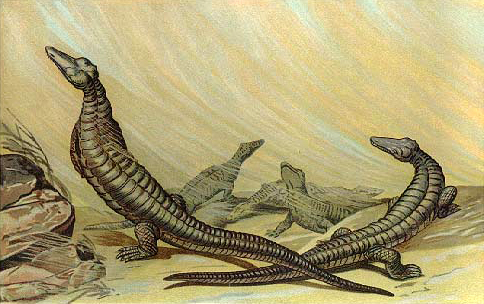
堅蜥的早期想像圖